# Liste des élections présidentielles françaises sous la Cinquième République
Depuis l'adoption de la Constitution de la Cinquième République française en 1958, douze élections présidentielles ont eu lieu afin d'élire le président de la République.

## Résumé des seconds tours
| Année | Président élu            | Score  | Candidat battu           | Score  | Écart  | Audience du débat        | Participation |
| ----- | ------------------------ | ------ | ------------------------ | ------ | ------ | ------------------------ | ------------- |
| 1965  | Charles de Gaulle        | 55,20% | François Mitterrand      | 44,80% | 10,40% | Débat à la radio         | 84,32%        |
| 1969  | Georges Pompidou         | 58,21% | Alain Poher              | 41,79% | 16,42% | Débat à la radio         | 68,85%        |
| 1974  | Valéry Giscard d'Estaing | 50,81% | François Mitterrand      | 49,19% | 1,62%  | 25 millions (10 mai)     | 87,33%        |
| 1981  | François Mitterrand      | 51,76% | Valéry Giscard d'Estaing | 48,24% | 3,52%  | 30 millions (5 mai)      | 85,85%        |
| 1988  | François Mitterrand      | 54,02% | Jacques Chirac           | 45,98% | 8,04%  | 30 millions (28 avril)   | 84,06%        |
| 1995  | Jacques Chirac           | 52,64% | Lionel Jospin            | 47,36% | 5,28%  | 16,8 millions (2 mai)    | 79,06%        |
| 2002  | Jacques Chirac           | 82,21% | Jean-Marie Le Pen        | 17,79% | 64,42% | Sans débat               | 79,91%        |
| 2007  | Nicolas Sarkozy          | 53,06% | Ségolène Royal           | 46,94% | 6,12%  | 20,5 millions (2 mai)    | 83,97%        |
| 2012  | François Hollande        | 51,64% | Nicolas Sarkozy          | 48,36% | 3,28%  | 17,8 millions (2 mai)    | 80,35%        |
| 2017  | Emmanuel Macron          | 66,10% | Marine Le Pen            | 33,90% | 32,20% | 16,5 millions (3 mai)    | 74,56%        |
| 2022  | Emmanuel Macron          | 58,55% | Marine Le Pen            | 41,45% | 17,10% | 15,5 millions (20 avril) | 71,99%        |